# Partenstein
Partenstein ist eine Gemeinde im unterfränkischen Landkreis Main-Spessart. Das gleichnamige Pfarrdorf ist Sitz der Gemeindeverwaltung und der Verwaltungsgemeinschaft Partenstein. Durch den Ort führt die Bundesstraße 276.

## Geografie

### Geografische Lage
Partenstein liegt in der Region Main Spessart mitten im Spessart am linken Ufer der Lohr, etwa sieben Kilometer nordwestlich der Stadt Lohr am Main. Der topographisch höchste Punkt der Gemeindegemarkung befindet sich mit 502 m ü. NHN am Gaulskopf, nordöstlich von Partenstein, der niedrigste liegt an der Lohr auf 174 m ü. NHN. Durch den Ort führt der Kahltal-Spessart-Radweg.

### Gemeindegliederung
Einziger Gemeindeteil ist das Pfarrdorf Partenstein.
Es gibt die Gemarkungen Partenstein und Partensteiner Forst (nur Gemarkungsteil 0).

### Nachbargemeinden
| Markt Frammersbach                          | Frammersbacher Forst (Gemeindefreies Gebiet) | Ruppertshüttener Forst (Gemeindefreies Gebiet) |
| Markt Frammersbach                          | Kompassrose, die auf Nachbargemeinden zeigt  |                                                |
| Partensteiner Forst (Gemeindefreies Gebiet) |                                              | Stadt Lohr am Main                             |

## Name

### Etymologie
Der Ortsname entstammt der Burg Bartenstein, die sich heute als Ruine auf einem Bergsporn über dem Dorf befindet.

### Frühere Schreibweisen
Frühere Schreibweisen des Ortes aus diversen historischen Karten und Urkunden:
| - 1233 „Barthenstein“ - 1331 „Bartinstein“ - 1333 „Bartelsteyne“ - 1339 „Barttenstein“ - 1342 „Bartinstein“ | - 1594 „Parttenstein“ - 1675 „Partenstein“ - 1784 "Bartenstein" - 1812 "Partenstein" |

## Geschichte

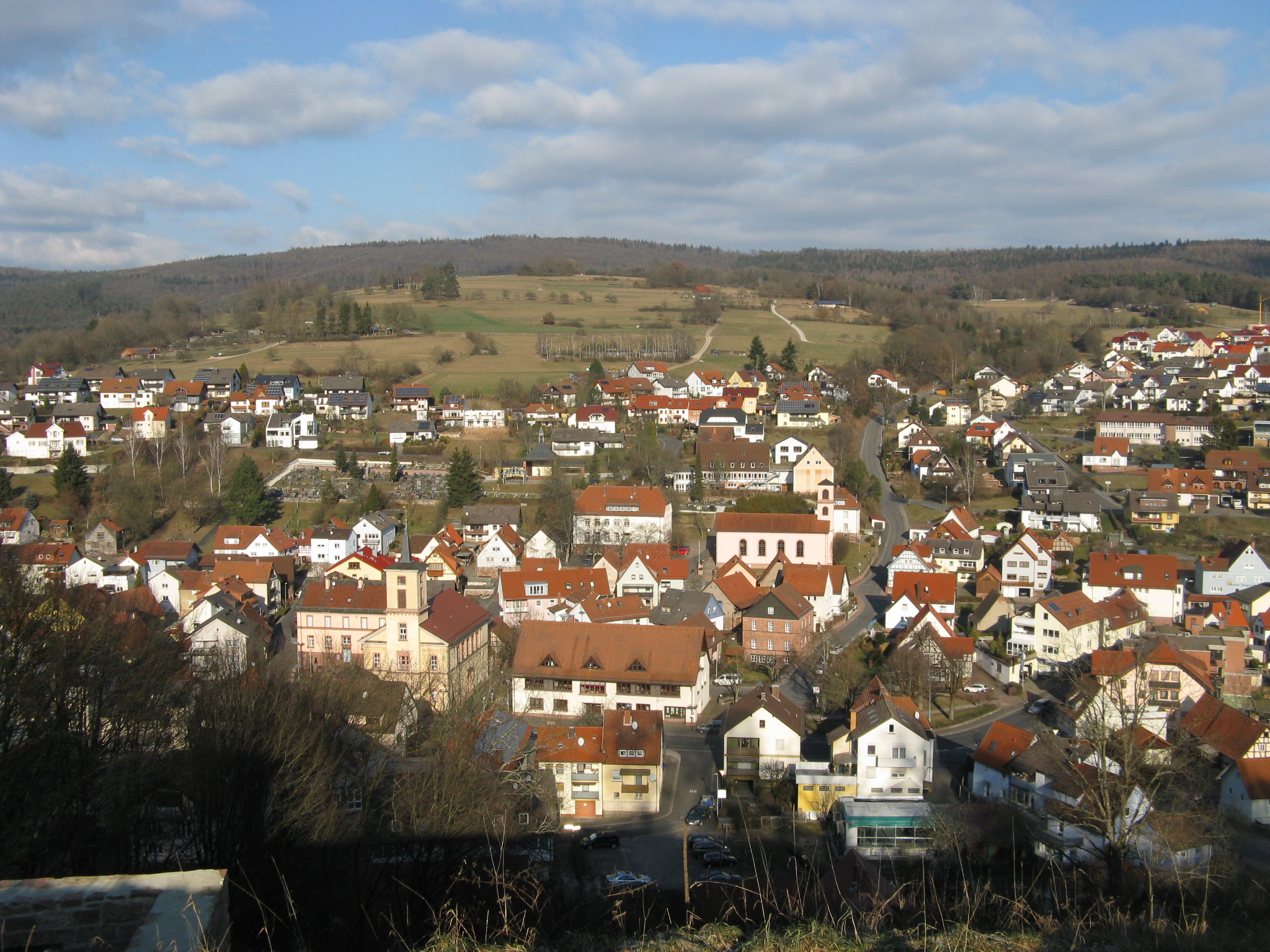
Partenstein (gesehen von Burgruine Bartenstein)

### Bis zur Gemeindegründung
Das Dorf Partenstein entstand als Ortschaft am Fuße der um 1180 durch die Grafen von Rieneck erbauten Burg Bartenstein. Sie war Verwaltungssitz des gleichnamigen Amtes Partenstein. Dieses hatte wechselnde Herren: zunächst die Grafen von Rieneck, seit etwa 1277 die Erzbischöfe von Mainz und die Herren und Grafen von Hanau gemeinsam, ab 1684 dann nur noch das Erzbistum. Bereits 1626 war die Burg im Dreißigjährigen Krieg zerstört worden. Im 16. und 17. Jahrhundert wurde in den Wäldern um Partenstein Waldglas hergestellt. Weitere wichtige Erwerbszweige bis ins 19. Jahrhundert waren Holzhandel und Holzverarbeitung.

### Verwaltungsgeschichte
1784 gehörte Partenstein wie Wiesen, Ruppertshütten und Frammersbach zur Amtsvogtei Frammersbach in der Amtsverweserei und Kellerei Lohr im Oberamt Orb und Lohr des Kurfürstentums Mainz. Mit dem Reichsdeputationshauptschluss kam Partenstein 1803 an das neugebildete Fürstentum Aschaffenburg. Zu Zeiten des Großherzogtums Frankfurt lag Partenstein im Verwaltungsgebiet der Districtsmairie Frammersbach im Departement Aschaffenburg. 1812 hatte Partenstein 115 Feuerstellen und 696 Seelen (Einwohner). Maire war Johann Mehrlich; Pfarrer war Johann Wilhelm Müller; der katholische Schullehrer hieß Franz Amberg und der lutherische Jacob Diel. 
Durch die Verträge von Paris kam Partenstein 1814 an das Königreich Bayern, wo es ab 1. Oktober auf dem Gebiet des an diesem Tag geschaffenen Landgerichts dritter Klasse Frammersbach lag. Im Zuge der Verwaltungsreformen in Bayern entstand mit dem Gemeindeedikt von 1818 die heutige Gemeinde.
Am 22. November 1823 wurde das Landgericht Frammersbach aufgelöst und sein Gebiet zum Landgericht Lohr gezogen. 1862 wurde daraus das Bezirksamt Lohr am Main gebildet, auf dessen Verwaltungsgebiet Partenstein lag. 1939 wurde wie überall im Deutschen Reich die Bezeichnung Landkreis eingeführt. Partenstein war eine der 26 Gemeinden im Landkreis Lohr am Main. Mit der Auflösung des Landkreises Lohr am Main kam Partenstein am 1. Juli 1972 in den neu gebildeten Landkreis Mittelmain, der zehn Monate später seinen endgültigen Namen Landkreis Main-Spessart erhielt.

### 19. und 20. Jahrhundert
Mit dem Bau der Ludwigs-West-Bahn, heute: Main-Spessart-Bahn, die 1854 im Spessart ihren Betrieb aufnahm, setzten Industrialisierung und Bergbau in größerem Umfang ein. Hierzu zählte die Gewinnung von Baryt (Schwerspat), der ab 1840 in schließlich 14 Gruben abgebaut wurde. 1948 wurde der Abbau eingestellt, nachdem das Maschinenhaus des letzten noch in Betrieb befindlichen Schachts (Marienschacht) durch einen Blitzschlag zerstört worden war. 1939 bis in die 1980er Jahre produzierte die Schuhfabrik Schantz an einem Standort in der Nähe des Bahnhofs; die Gebäude sind noch erhalten.
In der Zeit des Nationalsozialismus wurde nach einer Anzeige im Januar 1942 gegen Fritz Seyboth (1907–1974), Pfarrer und Mitglied der NSDAP-Ortsgruppe Partenstein, wegen Abhaltung eines angeblich feierlichen Gottesdienstes an einem Werktag ein Strafverfahren (durch Gauleiter Otto Hellmuth, unterstützt von SS-Brigadeführer und Polizeimajor Benno Martin) eingeleitet, das aber nach einer Verwarnung Seyboths eingestellt wurde. Als missliebiger Theologe wurde Seyboth jedoch 1943 zum Heeresdienst eingezogen.
Die Geschichte des Ortes wird im Europäischen Kulturweg Partenstein dargestellt.

### Religionen
Aufgrund des Einflusses der zunächst lutherischen, ab 1597 reformierten Grafschaft Hanau-Münzenberg verbreitete sich in Partenstein auch das protestantische Bekenntnis. Durch ein zeitweises Kondominat zwischen Hanau und dem Erzbistum Mainz und später alleiniger Herrschaft von Mainz im Amt Partenstein konnte sich aber auch ein größerer Anteil römisch-katholischer Gläubiger erhalten. Laut Zensus 2011 gibt es 1282 Katholiken und 1175 Protestanten in Partenstein.

### Einwohnerentwicklung
- 1961: 2308 Einwohner
- 1970: 2516 Einwohner
- 1987: 2683 Einwohner
- 1991: 2775 Einwohner
- 1995: 2886 Einwohner
- 2000: 2912 Einwohner
- 2005: 2868 Einwohner
- 2010: 2833 Einwohner
- 2011: 2851 Einwohner[7]
- 2015: 2806 Einwohner
- 2020: 2816 Einwohner

## Politik

### Bürgermeister und Gemeinderat
- Erster Bürgermeister ist seit 1. Mai 2008: Stephan Amend (Freie Wähler); dieser wurde am 15. März 2020 mit 91,8 % für weitere sechs Jahre gewählt.
- Zweiter Bürgermeister: Günter Amend, CSU
- Dritter Bürgermeister: Dirk Mehrlich, SPD

Seit der Kommunalwahl am 15. März 2020 ist die Sitzverteilung im Gemeinderat wie folgt:
- Freie Wähler: 6 Sitze (40,96 %)
- SPD: 5 Sitze (33,96 %)
- CSU: 3 Sitze (25,08 %)

Gegenüber der Amtszeit 2014 bis 2020 musste die CSU an die Freien Wähler einen Sitz abgeben; die SPD blieb unverändert.

### Wappen und Flagge
| Wappen von Partenstein | Blasonierung: „In Rot über goldenen Mauersteinen in vier Reihen zwei schräg gekreuzte silberne Hellebarden.“ |
| Wappen von Partenstein | Wappenbegründung: Die Hellebarden, die früher Parten genannt wurden, und die Steine stehen redend für den Ortsnamen. Die Farben Rot und Gold sind den Wappen der Grafen von Rieneck und der Grafen von Hanau entnommen, die für die Geschichte des Ortes von großer Bedeutung waren. Die Grafen von Rieneck sind seit 1233 in Partenstein bis zu ihrem Aussterben 1559 belegt, die Grafen von Hanau seit 1339. Die Farben Silber und Rot erinnern an die Landesherrschaft des Kurstaates Mainz. Das Wappen wurde durch den Heraldiker Karl Haas aus Kronach gestaltet. Das Wappen wurde am 28. Januar 1969 genehmigt. |

Die Gemeindeflagge ist weiß-rot-gelb gestreift.

### Gemeindepartnerschaft
Partnergemeinde ist Thise in Frankreich.

## Wirtschaft einschließlich Land- und Forstwirtschaft
Es gab 2019 nach der amtlichen Statistik im produzierenden Gewerbe 167, im Bereich Handel und Verkehr 40 und 186 als Dienstleister sozialversicherungspflichtig Beschäftigte am Arbeitsort. Sozialversicherungspflichtig Beschäftigte am Wohnort gab es insgesamt 1265. Im Jahr 2020 gab es im verarbeitenden Gewerbe zwei Betriebe mit mindestens 20 Beschäftigten, im Bauhauptgewerbe drei Betriebe. Zudem bestanden im Jahr 2020 zwölf landwirtschaftliche Betriebe mit einer landwirtschaftlich genutzten Fläche von insgesamt 152 ha (Stand 2016), davon waren 151 Hektar Dauergrünfläche.

## Bildung und Kultur

### Bildungseinrichtungen
Es gibt folgende Einrichtungen (Stand: 2020/21):
- eine Kintertageseinrichtung mit 169 Plätzen und 117 Kindern
- eine Grundschule mit vier Klassen und 101 Schülern

### Sehenswürdigkeiten

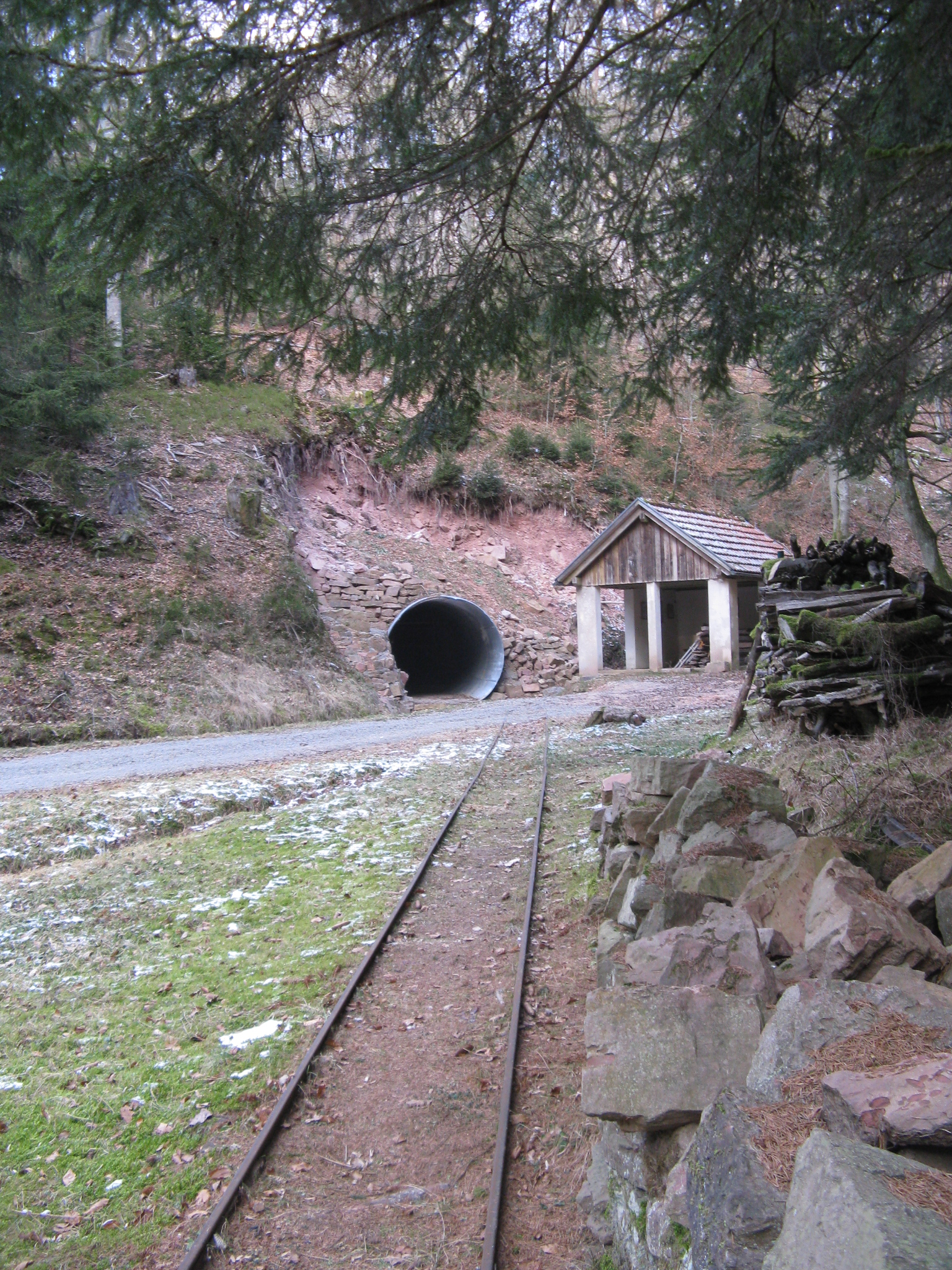
Erichstollen mit Mundloch, Lorengleis und Unterstand

- Evangelische Pfarrkirche, erbaut 1830/31, nach Plänen von Johann Philipp Mattlener, einem Schüler von Friedrich Weinbrenner[12]
- Katholische Pfarrkirche St. Johannes der Täufer, erbaut 1836 in Anlehnung an die evangelische Kirche, vermutlich ebenfalls nach einem Entwurf Philipp Mattleners
- Ruine der Burg der Grafen von Rieneck, nach der Zerstörung 1633 war Ende des 20. Jahrhunderts nur noch ein etwa 20 m hoher Mauerrest vorhanden, bis noch laufende Ausgrabungen und Mauersanierungen begannen.
- Das Kriegerdenkmal im Ortskern sowie der ebenfalls hier gelegene Brunnengarten
- Heimatkundliches Museum „Ahler Kråm“
- Rundwanderweg zu den Einrichtungen des ehemaligen Schwerspatabbaus im Schnepfental: Ein Sandsteinplattenweg, auf dem die Radspuren der Schwerspat-Transportfuhrwerke noch deutlich zu erkennen sind, führt zum so genannten Bunker (Verladeplatz, in Betrieb 1946–1948); dort enden die Gleise, auf denen das Material vom oberhalb gelegenen Erichstollen mit Loren hergefahren wurde. Mundloch, Lorengleis und Unterstand (Infotafeln; Anlage 1992 restauriert) sind die erhaltenen Relikte des Transportstollens, der 1922 vom oberhalb liegenden Marienschacht (vormals Erichschacht, angelegt 1904) vorgetrieben wurde. Von ihm, der einen Förderturm, ein Maschinenhaus und eine Werkstatt hatte, sind nur noch wenige Fundamente zu erkennen. Der Dokumentationsweg führt über die Hirtleswiese, wo der Schwerspat vor 1922 gewaschen wurde (weite Aussicht über Ort und Burg) zum Ausgangspunkt.
- Von einst drei Mühlen am Lohrbach sind zwei Gebäude erhalten. An die Untere Mühle erinnert nur noch eine Gedenktafel mit einem Hinweis auf die Besitzer von 1825. Die Mittlere Mühle – ein Fachwerkbau an der Brücke unterhalb der Burg – ist in Privatbesitz; dort ist ebenfalls eine Gedenktafel aus Sandstein angebracht mit einem Hinweis auf einen Müller Johannes von 1824. Die Obere Mühle – ebenfalls ein restauriertes Fachwerkhaus in Privatbesitz – lässt sich bis ins 16. Jahrhundert datieren. Sie war ursprünglich Getreidemühle und wurde in eine Schwerspatmühle umgewandelt. Dort wurde der Schwerspat nach 1922 gewaschen, als es den Erichstollen und den somit verkürzten Verbindungsweg ins Tal gab. Nach 1948 wurde die Mühle funktionslos. Das Mühlrad wurde Ende der 1950er Jahre entfernt. 2011 wurde sie als innovatives Kleinkraftwerk wiedererrichtet.[13]

### Vereine
Zurzeit gibt es 50 Vereine in Partenstein. Der TSV Partenstein spielt Fußball in der Kreisklasse 4.

Handball: Die Handballer des TSV Partenstein spielten von 2010 bis 2014 in der fünftklassigen Handball-Landesliga. Sie nehmen im Frühjahr 2023 mit zwei Männermannschaften, einem Damenteam und vier Nachwuchsmannschaften am Spielbetrieb des Bayerischen Handballverbandes (BHV) teil. In der Saison 2022/23 spielt die Männermannschaft in der sechstklassigen Bezirksoberliga (Unterfranken).